# Séisme de 1989 en Ungava
Le séisme de 1989 en Ungava est un séisme survenu le 25 décembre 1989 à 9 h 24 (14 h 24 UTC) dans la péninsule d'Ungava, au Nunavik. La magnitude de l'onde de surface atteint 6,3 alors que l'échelle de magnitude du moment varie entre 6,2-6,5 avec une intensité ressentie de IV (modéré) sur l'échelle de Mercalli. La secousse principale fut précédée d'un précurseur de magnitude 5,1, dix heures plus tôt.

## Contexte
La zone n'est plus proprement active depuis l'Archéen. Cependant, le bouclier canadien connaît actuellement un rebond post-glaciaire.

## Déroulement
La secousse principale a été précédée par une série de petites secousses, en commençant par un séisme de magnitude 5,1 environ dix heures plus tôt. La profondeur de l'hypocentre était très faible, à moins de cinq kilomètres.
La modélisation des ondes sismiques montre que le tremblement de terre a été causée par deux événements, un événement de poussée suivi presque immédiatement par un événement de décrochement. Les décalages de surface montrent un chevauchement sur une distance de 8,5 km, avec un déplacement maximum de 1,8 m à proximité du centre de la zone.